# Syňa
Syňa (rusky Сыня) je řeka v Jamalo-něneckém autonomním okruhu na severu Ťumeňské oblasti v Rusku. Je 217 km dlouhá (od pramenů Mokré Syně 304 km). Povodí má rozlohu 13 500 km².

## Průběh toku
Pramení na východním svahu Polárního Uralu. Je levým přítokem Obu, přičemž ústí zleva do ramene Malý Ob.

## Vodní stav
Zdrojem vody jsou především sněhové srážky. Průměrný roční průtok vody činí přibližně 90 m³/s. Zamrzá v říjnu a rozmrzá v květnu.

## Využití
Vodní doprava je možná na dolním toku. Řeka je bohatá na ryby (síh omul, síh peleď, síh nosatý, síh severní, síh tugun).